# Supercoppa lussemburghese 2024 (pallavolo femminile)
La Supercoppa lussemburghese 2024, 5ª edizione della Supercoppa nazionale femminile di pallavolo, si è svolta il 28 settembre 2024: al torneo hanno partecipato due squadre di club lussemburghesi e la vittoria finale è andata per la prima volta al Mamer.

## Regolamento
La formula ha previsto una gara unica.

## Squadre partecipanti
| Squadra    | Qualificazione                          |
| ---------- | --------------------------------------- |
| Mamer      | Vincitrice Coppa di Lussemburgo 2023-24 |
| RSR Walfer | Vincitrice Division Nationale 2023-24   |

## Torneo
| 28 settembre 2024 Centre Sportif Niki Bettendorf, Bertrange Durata: 2h:10 - Spettatori: ? | RSR Walfer | 2 - 3 | Mamer | 23-25, 26-24, 25-21, 15-25, 11-15 |